# HD 190664
HD 190664，又名BD-04 5013，SAO 144062、HR 7681，是一颗恒星，视星等为6.47，位于銀經37.92，銀緯-18.48，其B1900.0坐标为赤經20h 0m 56s，赤緯-4° -18.48′ 47″。